# Geschwister-Scholl-Gymnasium Unna
Das Geschwister-Scholl-Gymnasium (oft kurz GSG) ist ein Gymnasium in Unna. Namensgeber sind die Geschwister Scholl. Im Oktober 2014 wurden etwa 870 Schüler, davon rund 400 in der gymnasialen Oberstufe unterrichtet.

## Schulprofil
Das Geschwister-Scholl-Gymnasium Unna wurde 1968 gegründet und befindet sich im Stadtteil Königsborn nahe dem Kurpark. Es wird zurzeit von 870 Schülern besucht, von denen etwa ein Viertel aus den benachbarten Städten und Gemeinden von Unna kommen (zum Beispiel aus Bönen, Fröndenberg, Kamen-Heeren, Dortmund-Wickede, Dortmund). Traditionell und konzeptionell ist das Geschwister-Scholl-Gymnasium Stadtteilschule, städtische Schule und regionale Schule. Unterrichtet werden die Schüler von etwa 80 Lehrkräften und Referendaren. In der Sekundarstufe I ist die Schule drei- bis vierzügig.
Das GSG Unna bietet ein breites Bildungsangebot an: Drei Profile ab der Klassenstufe 5 ermöglichen eine Akzentuierung der Stundentafel entsprechend den individuellen Begabungen und Interessen. Im sprachlichen Aufgabenfeld ermöglicht das GSG mit einer bilingualen Profilklasse in einem Zweisprachenzug Deutsch-Englisch einen anerkannten bilingualen Bildungsgang. MINT-interessierte Kinder können sich in den Klassenstufen 5 und 8 und später in der Oberstufe für eine Schwerpunktsetzung in diesem Bereich entscheiden – in der Klasse 5 mit dem MINT-Profil. Ein besonderes Angebot ist das Profil „Bewegung, Medien & Gesellschaft“. Der Stundenplan beinhaltet in diesem Profil in der 5. Klasse zusätzliche Sportstunden und zeitgemäße und altersgerechte Medienerziehung in den Klassen 5 bis 7. Auch das Thema Europa spielt eine besondere Rolle.
Neben den Profilklassen gibt es eine Reihe weiterer Lern- und Erfahrungsmöglichkeiten am GSG, z. B. in Unterrichtsprojekten, auf Klassenfahrten, in Lernprogrammen und Trainings, in Praktika oder bei Wettbewerben. Eine Besonderheit des GSG sind die Fachlehrer-Vertiefungsstunden in Mathematik, Deutsch und den Fremdsprachen in allen Klassenstufen von der 5. bis zur 9. Klasse. Ergänzt werden diese Möglichkeiten durch Bildungs- und Betreuungsangebote außerhalb des Unterrichts: Dazu gehören zum Beispiel die Pausenangebote in der Übermittagsbetreuung, Arbeitsgemeinschaften (AGs) und spezielle Angebote in der Nachmittagsbetreuung.
Das Geschwister-Scholl-Gymnasium Unna verfügt über Fachräume für Biologie, Chemie, Physik, Informatik, Kunst und Musik. Den Schülern steht eine Bibliothek mit einem Selbstlernzentrum für die Oberstufe zur Verfügung. Der Sportunterricht wird in den angrenzenden Hellweg-Sporthallen und auf den Außensportanlagen des Schulzentrums erteilt sowie in dem nah gelegenen Hallenbad und in der Eissporthalle.
Das GSG ist mit einer modernen IT-Infrastruktur ausgestattet und nutzt das städtische Lernsystem „unit21“. Die im Unterricht eingesetzten mobilen Computer sind in dieses System drahtlos eingebunden und können in allen Räumlichkeiten der Schule genutzt werden. Eine spezielle pädagogische Lernoberfläche fördert das interaktive, strukturierte Lernen und ermöglicht innovative Lehrmethoden. Auch von Zuhause können Schülerinnen und Schüler bequem auf ihre Daten zugreifen. Ein implementierter „Kinder- und Jugendschutz“ sorgt für die nötige Sicherheit.
Die an die Schule angrenzende Stadthalle Unna unterstützt das GSG regelmäßig bei den großen Schulveranstaltungen. Dazu gehören z. B. das Konzert der 5. und 6. Klassen, Theaterstücke, Vorlesewettbewerbe, Aufführungen der Literaturkurse und viele weitere Veranstaltungen.
Seit 2008 ist das Geschwister-Scholl-Gymnasium Unna offiziell als Europaschule zertifiziert und damit die einzige weiterführende Europaschule in Unna. Seit 2010 trägt das Gymnasium das Schulgütesiegel „Individuelle Förderung“ der NRW-Landesregierung. Im Januar 2013 wurde dem Geschwister-Scholl-Gymnasium die Auszeichnung Schule ohne Rassismus – Schule mit Courage verliehen. 2016 wurde das Geschwister-Scholl-Gymnasium auf der Bildungsmesse Didacta in Köln als „MINT-freundliche Schule“ ausgezeichnet, eine erfolgreiche Rezertifizierung erfolgte im Oktober 2019. Schulen erhalten die Auszeichnung für eine intensive Förderung in allen MINT-Fächern, ein umfangreiches Angebot an besonderen unterrichtlichen und außerunterrichtlichen Angeboten in diesem Bereich und eine schlüssige Einbindung der MINT-Aktivitäten in das gesamte Schulprogramm. Die Auszeichnung steht unter der Schirmherrschaft der Kultusministerkonferenz und gilt für drei Jahre.
Das Geschwister-Scholl-Gymnasium nahm seine Arbeit 1968 auf und feierte 2018 das 50-jährige Bestehen. Es war das erste Gymnasium in Unna, an dem Jungen und Mädchen koedukativ unterrichtet wurden. Der Gründungsdirektor wünschte sich dazu passend Hans und Sophie Scholl, die Geschwister Scholl, als Namensgeber der Schule. Am Geschwister-Scholl-Tag gehen Schülerinnen und Schüler in vielfältigen Projekten der Frage nach, wie und wo sich Menschen heute mit vergleichbarem Engagement für humanistische Werte einsetzen (können).

## Besonderheiten

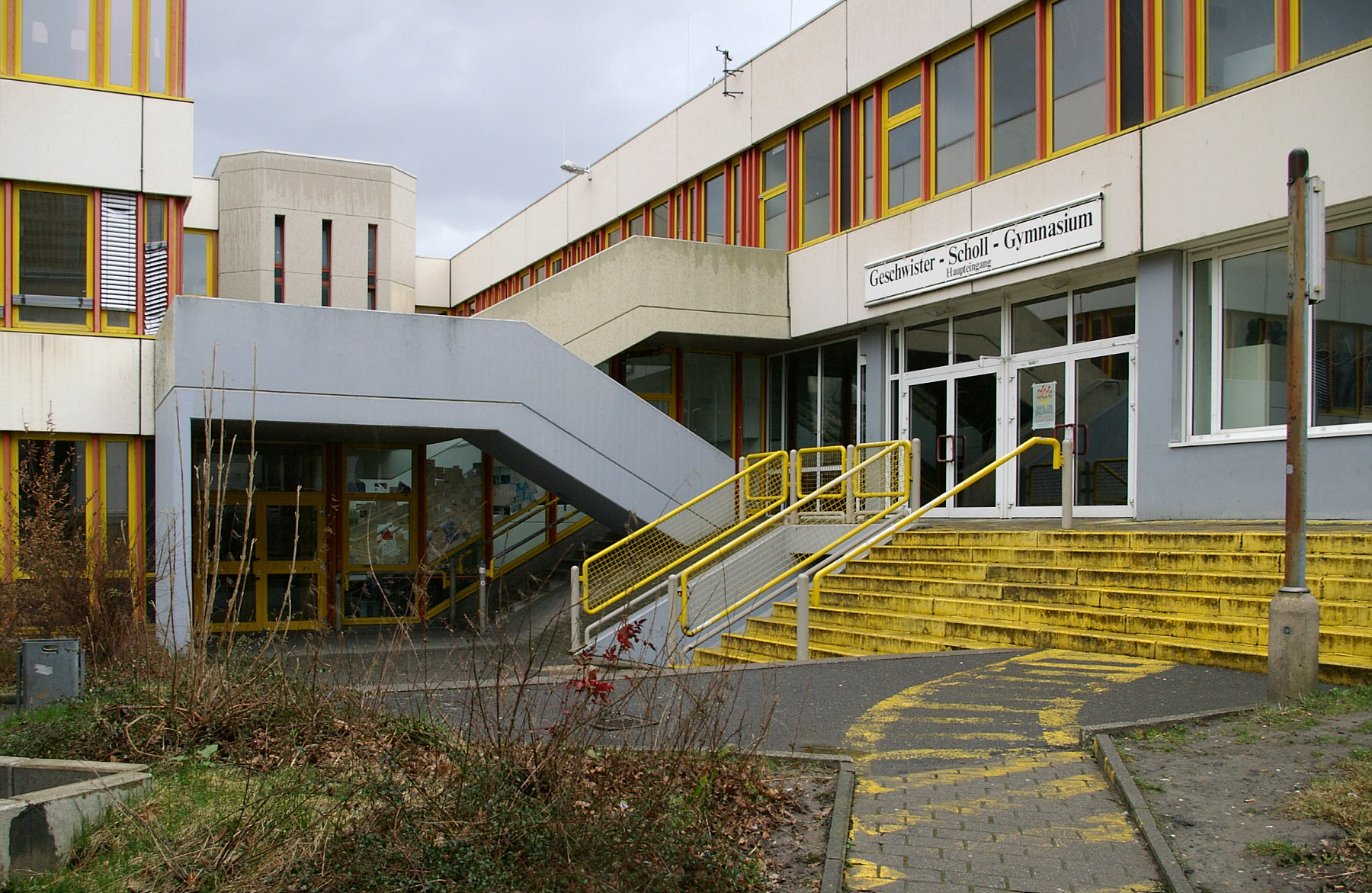
Eingangsbereich

### Bilingualer Zweig
Der bilinguale Zweig ist ein Programm zur Unterstützung der Fremdsprachenerlernung. Den bilingualen Zweig gibt es seit 1991 am GSG Unna. Allein in NRW gibt es über 60 Gymnasien, die diesen Zweig anbieten. Die englische Sprache wird im bilingualen Unterricht verstärkt gelehrt. In den Klassen werden die Fächer Politik, Erdkunde und Geschichte auf Englisch unterrichtet. Schüler der 5. und 6. Klasse haben zwei Stunden mehr Englischunterricht als nicht-bilingualen Schüler.
Ziel des bilingualen Unterrichts ist es, dass die Beherrschung der Sprache sicherer ist und die Erleichterung eines Studiums oder einer Ausbildung im Ausland, sowie größere Chancen im internationalen Wettbewerb.

### Russisch als 3. Fremdsprache
Am GSG wird im Wahlpflichtbereich der Klassen 8 und 9 unter anderem auch die Russisch angeboten. Die Schüler bekommen so die Möglichkeit, sich einen Einblick in eine andere, nicht westlich orientierte Kultur zu verschaffen.
Das Geschwister-Scholl-Gymnasium hat seit einigen Jahren eine Partnerschaft mit dem Gymnasium 1527 in Moskau. Die Schüler bekommen die Möglichkeit, nach einem Jahr Sprachunterricht nach Russland zu fahren, um dort ihre Russischkenntnisse zu verbessern.

## Persönlichkeiten (Schüler)
- Bernd Stelter, Schauspieler und Kabarettist
- Ina Ruck, Journalistin und Fernsehkorrespondentin
- Sven Kroll, Fernsehmoderator
- Anna Mayr, Journalistin
- Ulrich Hesse, Sportjournalist und Buchautor

## Partnerschaften mit anderen Schulen
- Collège Charles Péguy, Palaiseau, Frankreich
- Wey Valley School, Weymouth, England
- Willem van Oranje College, Waalwijk, Niederlande
- Gymnasium 1527, Moskau, Russland
- Lessing-Gymnasium, Döbeln, Deutschland